# Alagion
Alagion (srednjeveško grško ἀλλάγιον, latinizirano: allágion) je bil naziv bizantinske vojaške enote 50 do 400 vojakov. Pojavil se je v zgodnjem 10. stoletju in do 13. stoletja postal najpogostejši naziv stalnih polkov bizantinske vojske. Obdržal se je do poznega 14. stoletja.

## Etimologija
Izraz alagion pomeni "kroženje dolžnosti". Prvič se je pojavil v Taktiki Leona VI. Modrega v zgodnjem 10. stoletju za specifično skupino vojakov. V bolj tehničnem smislu se je začel uporabljati kot nadomestni naziv konjeniške enote, ki je štela med 50 in 400 mož.  V 10. in 11. stoletju so provincialni alagioni šteli približno 50–150 mož, medtem ko so alagioni osrednje cesarske vojske šteli od približno 320 do 400 mož.

## Alagija v poznem bizantinskem obdobju
Od poznega 11. stoletja, kot je razvidno iz zapisov Mihaela Ataleata, se je naziv alagion začel uporabljati tudi v bolj specifičnem pomenu za enote cesarske telesne straže. Do poznega 13. stoletja je alagion v veliki meri nadomestil prejšnjo tagmo, v pogovorni in tehnični rabi pa je označeval kateri koli stalni polk. Alagion je vodil alagatōr (ἀλλαγάτωρ).
Pisec Jurij Kodin iz sredine 14. stoletja omenja dvornega uradnika, "mojstra alagije" (archōn tou allagiou), ki se je očitno pojavil v 50. letih 12. stoletja pod Teodorom II. Laskarisom. Mojster alagije je bil na 53. mestu v dvorni hierarhiji in služil kot namestnik vodje cesarskega spremstva. Njegovo uniformo so sestavljali skiadionski klobuk, okrašen z zlato žico, kaftanu podoben svilen kabadion, z žametom prekrit skaranikon z rdečo reso na vrhu in ravna lesena palica. Zdi se, da sta cesarjevo zasebno alagijo, to je njegovo vojaško spremstvo, nadomestila oddelek pešcev in oddelek konjenikov iz precej nejasnega paramonajskega korpusa. Oddelkoma sta poveljevala alagatorja, medtem ko je korpusu kot celoti verjetno poveljeval protalagator (prvi alagator). Po Juriju Kardinu je protalagator zasedal 54. mesto v dvorni hierarhiji. Vodil je zadnji del cesarjevega spremstva in priganjal vse zaostale, da ohranijo formacijo. Njegova uniforma je bila enaka uniformi njegovega nadrejenega, arhona alagije, le da je namesto palice nosil pozlačen srebrn kij (matzouka), katerega ročaj je bil prevlečen z rdečo svilo. Kij je imel pozlačeno glavo in pozlačeno verigo. Arhon in protalagator sta bila podrejena velikemu primiceriju. V virih je po imenih omenjenih zelo malo arhonov alagije, alagatorjev in protalagatorjev.
Alagije deželne vojske so bile razdeljene v dve skupini: Cesarsko alagijo  (βασιλικά ἀλλάγια, basilika allagia) in Veliko alagijo (μεγάλα ἀλλάγια, megala allagia). Cesarska alagija je delovala predvsem v bizantinski Anatoliji, Velika pa v evropskih provincah cesarstva. S postopnim osmanskim osvajanjem Anatolije v poznem 13. in zgodnjem 14. stoletju so enote Cesarske alagije dokončno izginile. Enote Velike alagije, od katerih so po imenu znane Solunska (μέγα ἀλλάγιον Θεσσαλονικαῖων), Serska (Σερριωτικόν μέγα ἀλλάγιον) in Bizijska (Βιζυητεικόν μέγα ἀλλάγιον), so prvič izpričane leta 1286 in se omenjajo vse do leta 1355. Skoraj zagotovo izvirajo vsaj iz časa vladavine cesarja Mihaela VIII. Paleologa (vladal 1259–1282), mMorda celo iz obdobja nikejskih Laskaridov. Ko so ozemlje Bizantinskega cesarstva zasedli Srbi in Osmanski Turki, je tudi Velika alagija izginila.